# Unione del Lavoro
L'Unione del Lavoro (in polacco: Unia Pracy; abbreviato UP) è un partito politico polacco di centro-sinistra.
È membro del Partito Socialista Europeo ed osservatore dell'Internazionale Socialista.

## Storia del partito
Unia Pracy venne costituita nel 1992 dall'unione di alcuni movimenti socialisti:
- Solidarność Pracy (SP), Solidarietà del Lavoro, costituita da fuoriusciti di Solidarność, come Ryszard Bugaj, Aleksander Malachowski, Karol Modzelewski;
- Ruch Demokratyczno-Spoleczny (RDS), Movimento Democratico-Sociale, di Zbigniew Bujak, Wojciech Borowik;
- Polska Partia Socjalistyczna (PPS), Partito Socialista Polacco, di Wladyslaw Dobrzanski, Miroslaw Hanusz, Iwona Rózewicz;
- Polska Unia Socialdemokratyczna (PUS), Unione Socialdemocratica Polacca, di Wieslawa Ziólkowska, Marek Pol.

## Presidenti del partito
Hanno ricoperto la carica di Presidente (Przewodniczacy) del partito:
- 1992-1997: Ryzard Bugaj, uscito da UP nel 1998
- 1997-2004: Marek Pol
- 2004-2005: Izabela Jaruga-Nowacka, uscita da UP nel 2005, per fondare Unia Lewicy (UL), Unione della Sinistra
- 2005-2006: Andrzej Spychalski
- dal 2006: Waldemar Witkowski

## Risultati elettorali
| Elezione          | Elezione     | Voti              | %                 | Seggi    |
| ----------------- | ------------ | ----------------- | ----------------- | -------- |
| Parlamentari 1993 | Sejm         | 1.005.004         | 7,28              | 41 / 460 |
| Parlamentari 1997 | Sejm         | 620.611           | 4,74              | 0 / 460  |
| Parlamentari 2001 | Sejm         | Con SLD           | Con SLD           | 16 / 460 |
| Europee 2004      | Europee 2004 | Con SLD           | Con SLD           | 1 / 54   |
| Parlamentari 2005 | Sejm         | In SDPL           | In SDPL           | 0 / 460  |
| Parlamentari 2007 | Sejm         | In LiS            | In LiS            | 0 / 460  |
| Europee 2009      | Europee 2009 | Con SLD           | Con SLD           | 1 / 50   |
| Parlamentari 2011 | Sejm         | In SLD            | In SLD            | 0 / 460  |
| Europee 2014      | Europee 2014 | Con SLD           | Con SLD           | 1 / 51   |
| Parlamentari 2015 | Sejm         | In Sinistra Unita | In Sinistra Unita | 0 / 460  |
| Europee 2019      | Europee 2019 | In Lewica Razem   | In Lewica Razem   | 0 / 51   |